# Sergentomyia bergerardi
Sergentomyia bergerardi är en tvåvingeart som beskrevs av Trouillet och Vattier-bernard 1979. Sergentomyia bergerardi ingår i släktet Sergentomyia och familjen fjärilsmyggor.
Artens utbredningsområde är Kongo. Inga underarter finns listade i Catalogue of Life.